# Festival di Sanremo 1960
Il decimo Festival di Sanremo si svolse al Salone delle feste del Casinò di Sanremo dal 28 al 30 gennaio 1960 in contemporanea radio e tv dalle ore 22 con la conduzione di Paolo Ferrari ed Enza Sampò.
La direzione artistica dell'evento fu affidata a Ezio Radaelli, alla sua prima esperienza come organizzatore del Festival, nonché futuro ideatore del Cantagiro. La regia fu curata da Vittorio Brignole e l'orchestra fu diretta dai maestri Cinico Angelini e Marcello De Martino. Quest'edizione del Festival ebbe un grandissimo successo di pubblico, in quanto fu vista in eurovisione da circa 30 milioni di persone.
A vincere il Festival fu la canzone Romantica, con la versione melodica di Renato Rascel e quella più vivace dell'urlatore Tony Dallara, che Rascel aveva scritto ispirandosi alla sua allora compagna Huguette Cartier, la quale lo accompagnò per tutta la durata della manifestazione.
L'edizione 1960 vide l'esordio in gara della diciannovenne Mina, agli albori della sua carriera (ma con già all'attivo un primo posto in hit parade), con le canzoni È vero (cantata in abbinamento con Teddy Reno) e Non sei felice (in coppia con Betty Curtis).
Se Domenico Modugno, in coppia questa volta con Teddy Reno e dato per favorito, avesse vinto sarebbe stata la terza vittoria consecutiva. Commentò sportivamente di essere "sereno" e "felice" egli stesso della fine di quello che ormai era divenuto il mito della sua "invincibilità". Nella serata finale Domenico Modugno non si presentò, essendosi addormentato a causa di un calmante.
La vera rivelazione risultò Joe Sentieri che riscosse un buon successo di vendite con Quando vien la sera, cantata in abbinamento con Wilma De Angelis, ed È mezzanotte, eseguita in tandem con Sergio Bruni. Buono il riscontro per quest'ultimo anche per Il mare (eseguito assieme a Giorgio Consolini), che diventerà un piccolo classico del suo repertorio.
Un piccolo caso (senza conseguenze di rilievo) fu sollevato da Irene D'Areni, che a manifestazione conclusa fece causa agli organizzatori della stessa sostenendo di aver loro pagato del denaro per poter partecipare.

## Partecipanti

Mina mentre canta sul palco di Sanremo nell'edizione del 1960

| Interprete        | Ultime partecipazioni al Festival |
| ----------------- | --------------------------------- |
| Achille Togliani  | 1959                              |
| Arturo Testa      | 1959                              |
| Betty Curtis      | 1959                              |
| Domenico Modugno  | 1959                              |
| Fausto Cigliano   | 1959                              |
| Flo Sandon's      | 1957                              |
| Germana Caroli    | Esordiente                        |
| Gino Latilla      | 1959                              |
| Giorgio Consolini | 1958                              |
| Gloria Christian  | 1958                              |
| Irene D'Areni     | Esordiente                        |
| Joe Sentieri      | Esordiente                        |
| Johnny Dorelli    | 1959                              |
| Jula de Palma     | 1959                              |
| Mina              | Esordiente                        |
| Miranda Martino   | 1959                              |
| Nilla Pizzi       | 1959                              |
| Renato Rascel     | Esordiente                        |
| Sergio Bruni      | Esordiente                        |
| Teddy Reno        | 1959                              |
| Tonina Torrielli  | 1959                              |
| Tony Dallara      | Esordiente                        |
| Wilma De Angelis  | 1959                              |

## Classifica, canzoni e cantanti
| Posizione | Interprete                           | Canzone                       | Autori                                 | Voti ricevuti |
| --------- | ------------------------------------ | ----------------------------- | -------------------------------------- | ------------- |
| 1º        | Tony Dallara - Renato Rascel         | Romantica                     | D. Verde e R. Rascel                   | 186           |
| 2º        | Domenico Modugno - Teddy Reno        | Libero                        | D. Modugno e F. Migliacci              | 84            |
| 3º        | Wilma De Angelis - Joe Sentieri      | Quando vien la sera           | A. Testa e C. A. Rossi                 | 26            |
| 4º        | Nilla Pizzi - Tonina Torrielli       | Colpevole                     | V. D'Acquisto e S. Seracini            | 22            |
| 5º        | Joe Sentieri - Sergio Bruni          | È mezzanotte                  | A. Testa, R. Cozzoli e G. Compare      | 16            |
| 6º        | Giorgio Consolini - Sergio Bruni     | Il mare                       | A. Pugliese e A. Vian                  | 15            |
| 7º        | Jula de Palma - Tony Dallara         | Noi                           | B. Pallesi e W. Malgoni                | 14            |
| 8º        | Teddy Reno - Mina                    | È vero                        | N. Salerno e U. Bindi                  | 9             |
| 9º        | Fausto Cigliano - Irene D'Areni      | Splende il sole               | Pinchi e Danpa                         | 8             |
| 10º       | Johnny Dorelli - Jula de Palma       | Notte mia                     | M. Zanfagna e M. De Martino            | 1             |
| NF        | Flo Sandon's - Gloria Christian      | A come amore                  | B. Brighetti e B. Martino              |               |
| NF        | Achille Togliani - Giorgio Consolini | Amore abisso dolce            | G. C. Testoni e M. Gigante             |               |
| NF        | Johnny Dorelli - Betty Curtis        | Amore senza sole              | M. Panzeri e V. Mascheroni             |               |
| NF        | Germana Caroli - Arturo Testa        | Gridare di gioia              | A. Testa e G. Fanciulli                |               |
| NF        | Gino Latilla - Miranda Martino       | Invoco te                     | G. C. Testoni, T. De Vita e G. Masetti |               |
| NF        | Mina - Betty Curtis                  | Non sei felice                | R. Vantellini e Pinchi                 |               |
| NF        | Tonina Torrielli - Arturo Testa      | Perderti                      | Pinchi e P. E. Bassi                   |               |
| NF        | Achille Togliani - Nilla Pizzi       | Perdoniamoci                  | U. Bertini e E. Di Paola               |               |
| NF        | Wilma De Angelis - Gloria Christian  | Splende l'arcobaleno          | M. Tumminelli e C. Di Ceglie           |               |
| NF        | Gino Latilla - Miranda Martino       | Vento pioggia... scarpe rotte | E. Taranto, C. Gori e A. Grasso        |               |

## Regolamento e serate

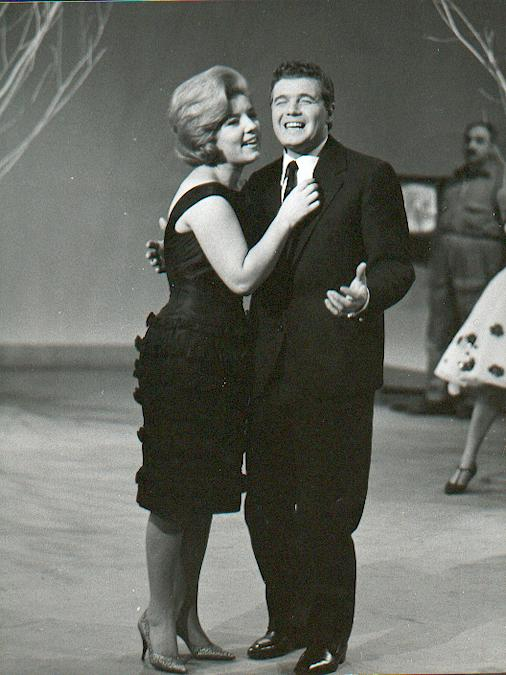
I cantanti Wilma De Angelis e Joe Sentieri.

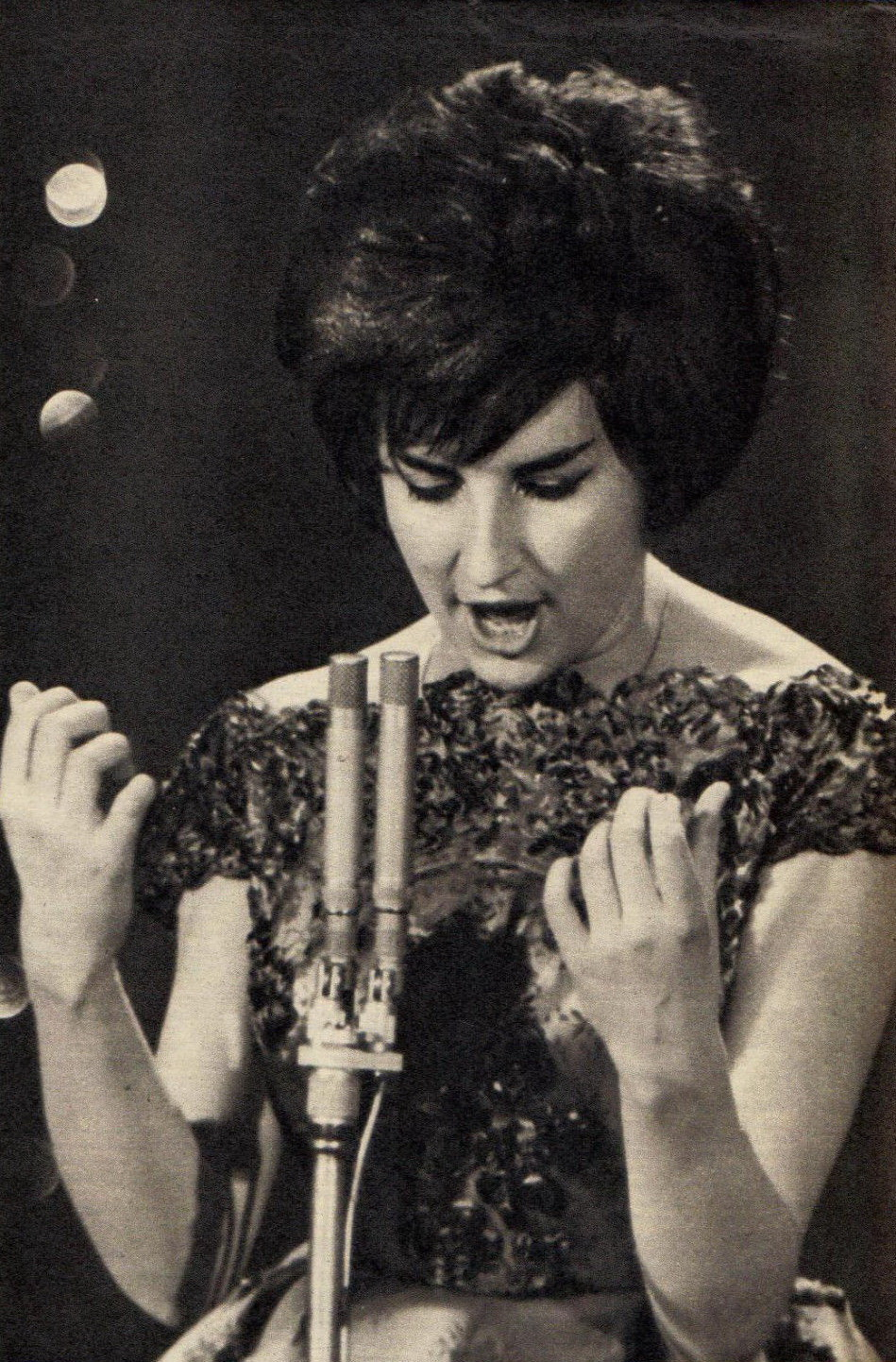
Un'altra immagine di Mina in primo piano al Festival.

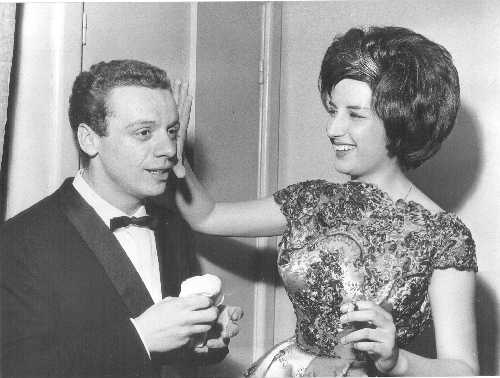
Johnny Dorelli e Mina al festival.

La manifestazione si svolse in tre serate:
1ª Serata: vennero eseguite le prime 10 canzoni in gara, delle quali la giuria ne scelse 5 che ebbero accesso alla finale.
2ª Serata: vennero eseguite le altre 10 canzoni in gara, delle quali la giuria ne scelse 5 che ebbero accesso alla finale.
3ª Serata: vennero rieseguite le 10 canzoni che avevano avuto accesso alla finale e, dopo la votazione, vennero premiate la prima, la seconda e la terza classificate.
I 389 giurati (diversi ogni sera) erano costituiti da 189 persone estratte fra il pubblico presente in sala e 200 persone, dislocate in 20 città italiane, che giudicavano attraverso la televisione.
Le canzoni venivano inoltre cantate nella stessa sera da due interpreti diversi.

## Piazzamenti in classifica dei singoli
| Interprete       | Singolo             | Posizione massima |
| ---------------- | ------------------- | ----------------- |
| Tony Dallara     | Romantica           | 1                 |
| Joe Sentieri     | Quando vien la sera | 1                 |
| Domenico Modugno | Libero              | 2                 |
| Sergio Bruni     | Il mare             | 4                 |
| Mina             | È vero              | 4                 |
| Joe sentieri     | È mezzanotte        | 9                 |
| Tony Dallara     | Noi                 | 9                 |
| Fausto Cigliano  | Splende il sole     | 20                |
| Nilla Pizzi      | Colpevole           | 22                |
| Johnny Dorelli   | Notte mia           | 29                |
| Arturo Testa     | Perderti            | 57                |

## Orchestra
- Orchestra Della canzone diretta dal maestro Cinico Angelini[5] (artisti Fonit Cetra, Durium, La voce del padrone, Parlophon, Philips, Vis Radio).
- Orchestra diretta dal maestro Marcello De Martino (artisti CGD, CAR Juke-Box, Columbia, Dischi Ricordi, Italdisc, Music, RCA Italiana).

## Dettagli delle esecuzioni
- L'unica donna tra i 44 orchestrali del Festival era l'arpista Ebe Mautino dell'orchestra Angelini: l'arpeggio che chiude l'esecuzione di Libero fu una sua trovata (nata per caso).
- La parte fischiettata di Notte mia, nell'esecuzione dell'Orchestra Angelini, è stata eseguita dal trombettista Nini Rosso.
- Il quintetto vocale Trovadori che ha affiancato Sergio Bruni nell'interpretazione de Il mare proviene dal Gruppo Corale Bergamasco.
- Il grido dei gabbiani nell'esecuzione di Libero (Orchestra De Martino) era ottenuto da uno speciale strumentino di legno, usato dai cacciatori e suonato dal sassofonista Molteni.

## Organizzazione e direzione artistica
Organizzazione: Associazione Turistico Alberghiera ATA
Direzione artistica: Ezio Radaelli